# Rodolfo Rincón Sosa
Rodolfo Rincón Sosa (Boyacá, 18 de abril de 1954) es un político y ex-torero colombiano. También fue Torero reconocido artísticamente como el «El Tunjo» (debido a su procedencia del municipio de Tunja, capital de Boyacá).
Fue candidato a la Presidencia en las Elecciones Presidenciales de Colombia en 2002, candidato a la alcaldía de Bogotá en el 2003 y candidato al senado de la república para el periodo 2010 - 2014. Actualmente reside en Bogotá, Colombia.

## Biografía
Nacido y criado en Tunja. A la edad de 16 años tomó la alternativa (comenzó su carrera como Matador).
En el 2002 inicia su carrera política postulándose a las elecciones presidenciales de Colombia junto a su compañero como candidato a la vicepresidencia Donaldo Jinete Escorcia alcanzando 6.311 votantes, quedando último en las elecciones presidenciales de ese año.
Actualmente es gerente de su propia firma Cobros y Ejecuciones Abogados Asociados.
Para las elecciones regionales de Colombia de 2023 es candidato al Concejo de Bogotá por el Partido Conservador.